# Рклицький Сергій Васильович
Рклицький Сергій Васильович (1876—1934) — український історик, архівіст. Член Полтавської губернської вченої архівної комісії.  Брат Михайла Рклицького.
Закінчив Новгород-Сіверську гімназію та Харківський університет. Викладав історію та географію в середніх навчальних закладах. Співрацював у «Киевской Старине» (1900—1905), де вмістив низку документальних публікацій з історії України-Гетьманщини 18 століття.